# Vespa bicolor
Espèce
Synonymes
- Vespa citriventris Buysson, 1905

- Vespa lutea Coquebert, 1804

Vespa bicolor est un insecte hyménoptère de la famille des Vespidae, une espèce de frelon.

## Description
C'est l'une des espèces de frelons les plus petites. Les ouvrières mesurent entre 15 et 22 mm de long, ce qui reste notablement plus grand qu'une guêpe commune. Les mâles mesurent entre 19 et 23 mm et les reines peuvent atteindre 25 mm. La couleur dominante est le jaune citron clair, notamment pour l'abdomen et les pattes. Un large triangle noir spécifique sur fond jaune est visible sur le dessus du thorax.

## Répartition
Cette espèce est présente en Asie méridionale, de l'Inde à la Thaïlande, jusque dans le sud de la Chine. À Hong Kong par exemple, il est considéré comme le frelon le plus abondant. Son aire naturelle est assez semblable à celle de Vespa velutina.
Il a été accidentellement introduit dans le sud de l'Espagne dans les années 2010 et s'y répand fortement désormais. Ayant la même origine et semblant avoir approximativement les mêmes exigences climatiques que Vespa velutina, il pourrait coloniser une bonne partie de l'Europe méridionale voire l'Europe moyenne dans les années à venir, sans certitude.

## Classification
L'espèce Vespa bicolor est décrite par l'entomologiste danois Johan Christian Fabricius (1745-1808) en 1787.

### Synonymes
- Vespa citriventris Buysson, 1905
- Vespa lutea Coquebert, 1804